# Ilirske gomile
Ilirske gomile su grobovi poglavica rodova i plemena te uglednih ljudi iz ilirskih plemena na području Dalmacije u Hrvatskoj i Hercegovine u Bosni i Hercegovini. To su gomile lomljenog, neobrađenog kamenja nad grobom, nabacanih u obliku krnjeg stošca čija baza može biti promjera i preko 40, a visina preko 10 metara. Veličina gomile zavisi o veličini (brojnosti) roda ili plemena iz kojeg pokopani uglednik potječe.

## Galerija
- Ilirska gomila kod Jurjevića na Pelješcu
- Gomila kod Jurjevića na Pelješcu
- Ilirsko groblje kraj Zakotorca na Pelješcu
- Dolazak na gomilu iznad Jurjevića na Pelješcu
- Od jedne do druge gomile (Jurjevići, Pelješac)

## Vanjske poveznice
- Migk, Gomile (Gromile), 14. ožujka 2025., Blog Muzeja i galerija Konavala, blog.migk.hr,